# Franz Kiwisch von Rotterau

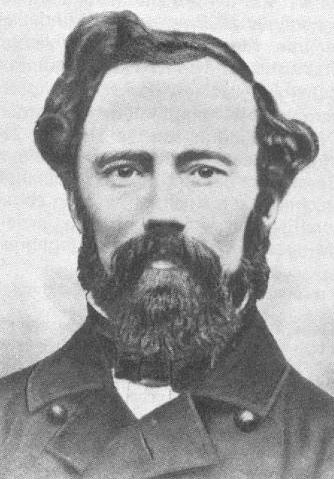
Ritter Franz Kiwisch von Rotterau

Franz Kiwisch, ab 1850 Ritter von Rotterau (* 30. April 1814 in Klattau, Böhmen; † 29. Oktober 1852 in Prag), war ein österreichischer Gynäkologe und Geburtshelfer. Als Professor für Geburtshilfe wirkte er in Würzburg und in Prag.

## Leben
Franz Kiwisch von Rottarau, der in Böhmen geborene Schwiegersohn des Mediziners Ignaz Ritter von Nadherny (1787–1867), studierte ab 1832 an der Karls-Universität Prag Medizin, wurde 1837 zum Dr. med. und Dr. chir. promoviert, Assistent an der Geburtshilflichen Klinik, wo er sein Biennium practicum bei Anton Johann Jungmann absolvierte, und 1838 Sekundärarzt am Gebärhaus. Mit dem Mediziner Franz Freiherr von Pitha (1810–1875) und dem späteren Kliniker Josef Halla unternahm er 1840 Studienreisen nach Frankreich, Deutschland, Dänemark und England, war ab 1840 als Physikus im Sanitätsdepartment des böhmischen Landesgubernium in Prag und von 1841 bis 1842 vertretungsweise als Kreisarzt in Bydzow  in der Nähe von Prag und Beraun tätig.
Im Jahr 1842 wurde Kiwisch Privatdozent für Gynäkologie und ordinierender Arzt am Allgemeinen Krankenhaus in Prag. Zudem erhielt er die Genehmigung eine gynäkologische Poliklinik für „arme Kranke aus den Stadtbezirken“ zu errichten – die erste gynäkologische Poliklinik Europas. Nach dem Tod von Josef Servas d’Outrepont (auch Joseph Servatius d’Outrepont; 1775–1845) wurde er, für dessen Anwerbung sich Franz von Rinecker und Cajetan von Textor eingesetzt hatten, im November 1845 auf dessen Lehrstuhl für Geburtshilfe an die Universität Würzburg berufen und wurde Direktor der dortigen Geburtsklinik und Hebammenschule. Im Jahr 1846 unterbrach er eine dortige Tätigkeit für einige Monate, um (mit Genehmigung des bayerischen Königs) als Leibarzt die Großfürstin Russlands, Helena Pawlowna, zu behandeln.

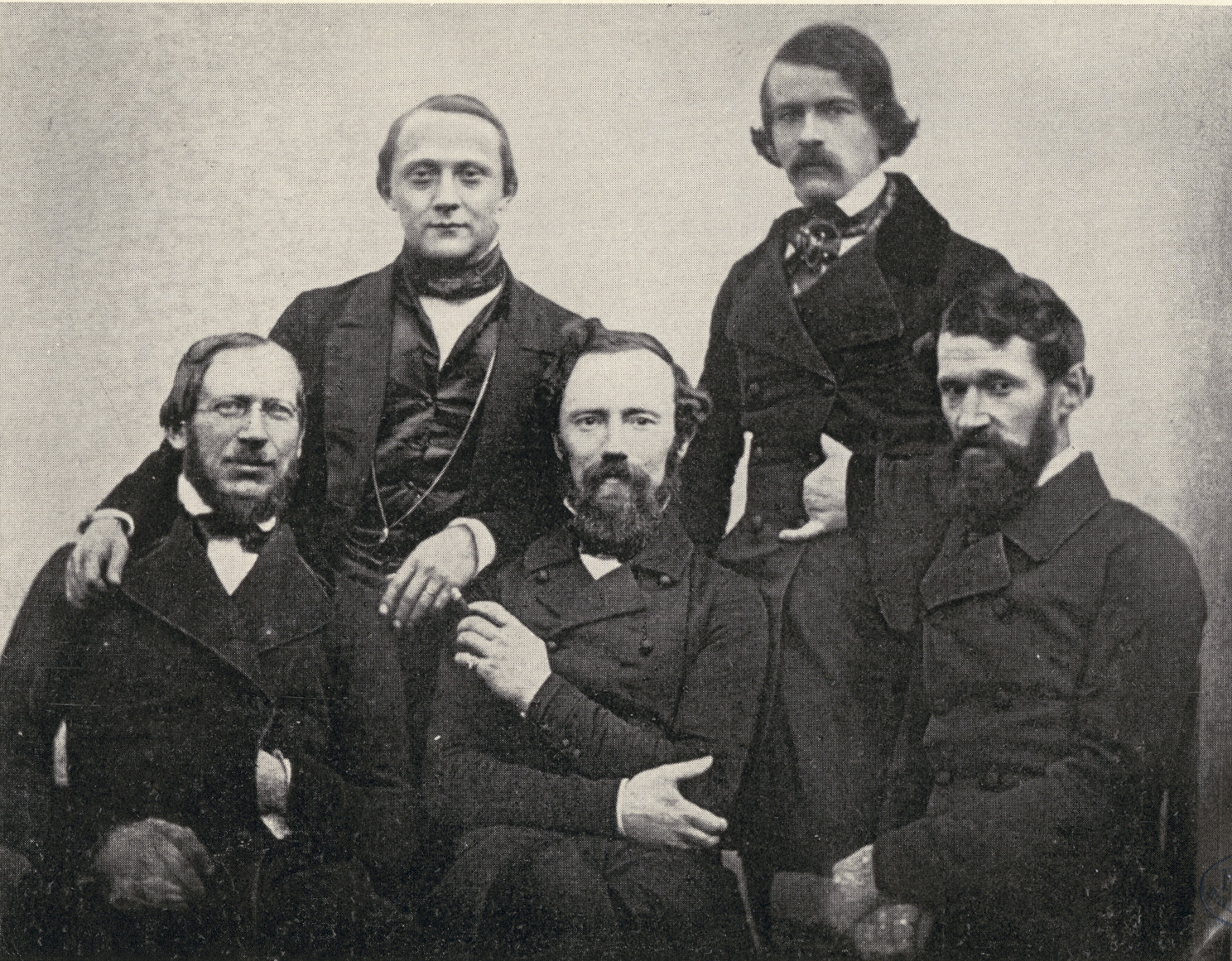
Kiwisch im Kreise seiner Würzburger Kollegen 1850. Stehend von links: Rudolf Virchow, Albert von Koelliker; sitzend von links: Johann Joseph von Scherer, Franz Kiwisch von Rotterau, Franz von Rinecker

Im Jahr 1848 wurde er zum stellvertretenden Ausschussvorsitzenden des Unterfränkischen Kreisvereins gewählt, 1849 war er Gründungsmitglied der Würzburger Physikalisch-Medizinischen Gesellschaft. In Würzburg bot er auch Kurse zur „Gynäkopathologie“ an. Nach persönlichen Schicksalsschlägen und schleppenden Verhandlung zur Erweiterung der geburtshilfliche Klinik, nahm er 1850 als Professor der Geburtkunde und Nachfolger seines ehemaligen Lehrers Anton Johann (nun: Ritter von) Jungmann einen Ruf an die Universität in Prag an und übernahm den dortigen Lehrstuhl für Geburtshilfe und Frauenheilkunde.
Er war ein Gegner der Naturphilosophie, früher Verfechter der pathologischen Anatomie und Begründer der modernen Geburtshilfe durch die Entwicklung des Gebärmutterspiegels und der Uterussonde. Sein Nachfolger in Würzburg war sein ehemaliger Assistent Friedrich Wilhelm Scanzoni von Lichtenfels. Kiwisch von Rotterau setzte sich für die Berufung von Rudolf Virchow nach Würzburg ein.
1850 zeigten sich bei ihm Symptome einer die Wirbelsäule befallenden Tuberkulose, an deren Folgen er 1851 mit 37 Jahren in Prag starb.

## Schriften (Auswahl)
- Conspectus morborum in clinico medico Pragensi primo semestri anni 1839 tractatorum. Dissertation. 1837.
- Die Krankheiten der Wöchnerinnen. 2 Teile. 1840 f.
- Beiträge zur Geburtskunde. 2 Bände. Stahel, Würzburg 1846–1848.
- Klinische Vorträge über specielle Pathologie und Therapie der Krankheiten des weiblichen Geschlechtes. 3 Teile. (1845) 1848–1852.
- Atlas der Geburtskunde mit Einschluss der Lehre von den übrigen Fortpflanzungsvorgängen im weiblichen Organismus. I. Abtheilung: Physiologie und Diätetik. F. Enke, Erlangen 1851.
- Beitrage in Fachzeitschriften